# Allosergestes index
Allosergestes index is een tienpotigensoort uit de familie van de Sergestidae. De wetenschappelijke naam van de soort is voor het eerst geldig gepubliceerd in 1940 door Burkenroad.